# Laevens 1
Laevens 1 (шаровое скопление Чаша, PSO J174.0675-10.8774) — слабое шаровое звёздное скопление в созвездии Чаша, открытое Бенджамином П. М. Лэвенсом в 2014 году.
Будучи расположенным на расстоянии 145 кпк, является одним из самых далёких шаровых скоплений нашей Галактики. Расположено в пределах гало Галактики. Возраст скопления оценивается в 7,5 млрд лет. Вероятно, скопление оказалось в нашей Галактике спустя долгое время после ее образования, возможно, в результате взаимодействия с Малым Магеллановым Облаком.
Изначально по результатам ряда анализов звёздного населения данный объект отнесли к галактикам-спутникам Млечного Пути, поскольку наличие голубых звёзд и слабо населённой области красного сгущения свидетельствует о недавнем (в пределах 400 млн лет) звездообразовании, что нетипично для шаровых скоплений. В недавних исследованиях выдвинуты предположения об ошибочном отнесении подобных объектов к скоплению. Повторный анализ, не учитывающий данные объекты, показал, что Laevens 1 является слабым шаровым скоплением промежуточного возраста.
Laevens 1 обращается вокруг Галактики примерно на том же расстоянии, что и ультраслабые карликовые галактики Лев IV
и Лев V. Возможно, все данные объекты были тесно связаны друг с другом перед тем, как оказались в пределах гало Млечного Пути.